# Waldorf Q
Le Waldorf Q est un synthétiseur de la marque allemande Waldorf introduit sur le marché en 1999. Il a été produit entre 1999 et 2004 et a été réédité, après la renaissance de la firme à partir de 2007, et durant deux ans, sous le nom de « Q Phoenix ». Un modèle plus prestigieux, le Q+, comprend cent voix de polyphonie avec la particularité de pouvoir en jouer seize à travers un filtre passe-bas analogique intégré dans ce modèle.

## Historique
Avant la production de ce synthétiseur, la marque Waldorf s'était surtout fait connaitre en produisant des synthétiseurs utilisant le concept de tables d'ondes pour les oscillateurs de ses instruments. Le Waldorf Q ne reprend que très partiellement ce concept de tables d'ondes et propose essentiellement un synthétiseur à l'architecture conventionnelle basée sur des oscillateurs offrant différentes formes d'ondes prédéfinies. Il dispose en outre d'un panneau de commande très complet permettant une interaction aisée avec l'ensemble des paramètres de création sonore de l'instrument.

## Caractéristiques
Le Waldorf Q est un synthétiseur analogique virtuel, polyphonique 16 notes (extensible à 32 avec une carte optionnelle), multitimbral 16 voix qui possède un clavier de 61 touches sensibles à la vélocité et à la pression.
Chaque voix dispose de :
- 3 oscillateurs, comportant deux tables d'ondes uniquement pour les oscillateurs 1 et 2 (lorsqu'une table d'ondes est activée, un nouvel oscillateur s'active pour constituer un sub – un son peut alors ainsi comprendre jusqu'à cinq oscillateurs actifs) ;
- 2 filtres, chacun capable de reproduire dix types de filtres différents (LP24, LP12, LP24 consistant en une émulation du filtre du synthétiseur PPG, HP24, HP12, BP24, BP12, Notch, Comb+, Comb-) ;
- 3 générateurs basse fréquence (LFO) ;
- 4 générateurs d'enveloppe avec possibilités de bouclages de segments.

Il dispose également de :
- un arpégiateur programmable (possibilité de déclenchement en One Shot) ;
- un séquenceur 32 pas ;
- une section effets numériques permettant de combiner deux effets simultanément ;
- une interface MIDI (IN, OUT, THRU) ;
- 6 sorties audio ;
- une sortie audio S/PDIF ;
- une entrée audio stéréo ;
- 300 emplacements mémoires, 100 multi-programmes[1] ;
- un port d'extension pour une carte mémoire afin d'en étendre les capacités de stockage.